# Öngerjesztéses szinkrongép
Az öngerjesztéses szinkrongép egy váltakozó áramú gép, melynél a forgórész fordulatszáma megegyezik a forgó mágneses tér fordulatszámával (szinkrongép). Nevét onnan kapta, hogy a feszültség, illetve áram periódusszáma és a fordulatszám között merev kapcsolat van. f=p × n/60 (Ha f a frekvencia, p a póluspárok száma, és n a percenkénti fordulatszám.) A szinkron gép generátorként és motorként egyaránt használható. Minden szinkron gép két főrészből áll: a forgórészből és az állórészből. A két főrész egyikének tekercseibe egyenáramot vezetnek. Ez az álló és forgórész  közötti légrésben olyan fluxust gerjeszt, mely a másik rész tekercselésében váltakozó feszültséget indukál. A gerjesztő egyenáram közvetlenül nem vesz részt az energia termelésben. Feladata kizárólag a mágneses mező előállítása. Célszerűen a forgórész hordja az egyenáramú gerjesztőtekercseket, és az állórészen van a váltakozóáramú tekercselés. Így nem szükséges a villamos energiát csúszó érintkezők útján közvetíteni. A forgórészt, amely egyenárammal gerjesztett elektromágnes póluskeréknek nevezik. A szinkron gépeket egyes kivételtől eltekintve kizárólag háromfázisú kivitelben készítik.

### Működési elv
A nagy teljesítményű szinkron generátorok, (más néven turbógenerátorok) magas fordulatszámon járnak.(3000, esetleg 1500/perc) A forgórész hornyaira kétféle megoldás terjedt el. A sugárirányú és a párhuzamos megoldás. A sugárirányú hornyoknál rézrudak alkotják a gerjesztőtekercseket. A rézrudakat tekercsfejek kötik össze. A fellépő nagy kerületi sebesség szükségessé teszi a tekercsfejek gondos merevítését. A párhuzamos hornyú megoldásnál tekercsfejek nincsenek. Ezt Bláthy Ottó Titusz alkalmazta először a Ganz gyárban. Később Mándi Andor fejlesztette tovább a Ganz gyárban.

### Fajtái

#### Forgó diódás gerjesztő
Tengelyén keresztül mechanikai teljesítményt vesz fel, a váltakozó feszültséggel táplált állórésznek köszönhetően pedig forgó mágneses mező keletkezik. Így a szinkron fordulatszámmal forgó forgórész tekercselésében feszültség indukálódik, minek hatására áram folyik. Ezt az áramot használják egy másik generátor gerjesztésére.

#### Magas indítónyomatékú öngerjesztéses szinkrongép
A megfelelő álló- és forgórész kialakításnak köszönhetően ez a gép típus működhet akár generátorként vagy akár motorként. Az aszinkron géphez, a kapcsolt reluktancia és a szinkron reluktancia gépekhez hasonlóan a forgórész energia igényét a légrésen keresztül az állórészből látják el, így nincs szükség kommutátorra vagy csúszógyűrűre, sem karbantartást igénylő kefe rendszerre.Indítónyomatéka és karakterisztikája az aszinkron gépéhez hasonlítható. Magyarországon az ilyen típusú gépek tervezésével és gyártásával a Pannon Induvation Kft. foglalkozik.

##### Előnyei
- nincs szükség állandó mágnesre
- nincs szükség csúszó kontaktusokra
- alacsony karbantartási igény
- nincs szükség bonyolult vezérlésre, kompatibilis az elterjedt háromfázisú frekvenciaváltókkal
- biztosítható az abszolút veszteségmentes üresjárat, szabadon futás (se vas-, se rézveszteség)
- nincs fognyomaték (cogging torque)
- jó hatásfok
- könnyen automatizálható gyártási folyamatok